# 크루 (체셔주)

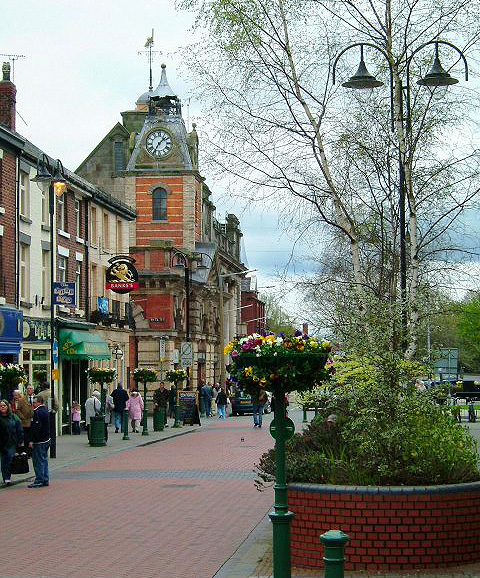
크루

크루(Crewe)는 잉글랜드 체셔주의 도시로, 인구는 67,683명이다. 철도 도시로, 주요 철도 노선이 몰린다.

## 같이 보기
- 크루 알렉산드라 FC